# Ernie Coombs
Ernie Coombs (1927-2001) is vooral bekend van de Canadese tv-reeks Mr. Dressup.
Geboren in de Verenigde Staten, reisde hij in 1963 naar Canada om naast Fred Rogers te kunnen werken. In 1994 kreeg hij uiteindelijk het Canadese staatsburgerschap.
In 1967 werd Butternut Square afgesloten, het programma waar hij toen aan werkte. Dit gaf Coombs de mogelijkheid om een nieuwe en betere show, Mr. Dressup, te ontwikkelen. Dit werd een an Canada's langstlopende en meest geprezen kinderprogramma's. Als Mr. Dressup bracht hij verhaaltjes, liedjes en knutselwerkjes voor kinderen, samen met de vrienden Casey en Finnegan. Dit waren 2 poppetjes die in een boom woonden. De naam van de reeks werd gekozen omdat hij elke aflevering weer zich verkleedde. De kleren had hij altijd bij zich in een koffer. Hiermee leidde hij kinderen in in een spel vol verbeelding. De poppen waren ook vaak verkleed.
Hij geloofde erg in kinderprogramma's die kinderen aanmoedigen om hun creativiteit en verbeelding te gebruiken.
De show ging door tot in februari 1996, toen Coombs op pensioen ging. Maar tot het einde van zijn leven was hij de spreekbuis voor kinderhulpverlening. Hij bleef ook nog steeds entertainen.